# Alimena
Alimena es una localidad y comuna italiana de la Ciudad Metropolitana de Palermo, región de Sicilia, con 2.272 habitantes.

Ubicación de la ciudad de Alimena dentro de la Ciudad metropolitana de Palermo.

## Evolución demográfica
| Gráfica de evolución demográfica de Alimena entre 1861 y 2001 |
|                                                               |
| Fuente ISTAT - Elaboración gráfica por parte de Wikipedia     |